# Pierre-Henri Simon

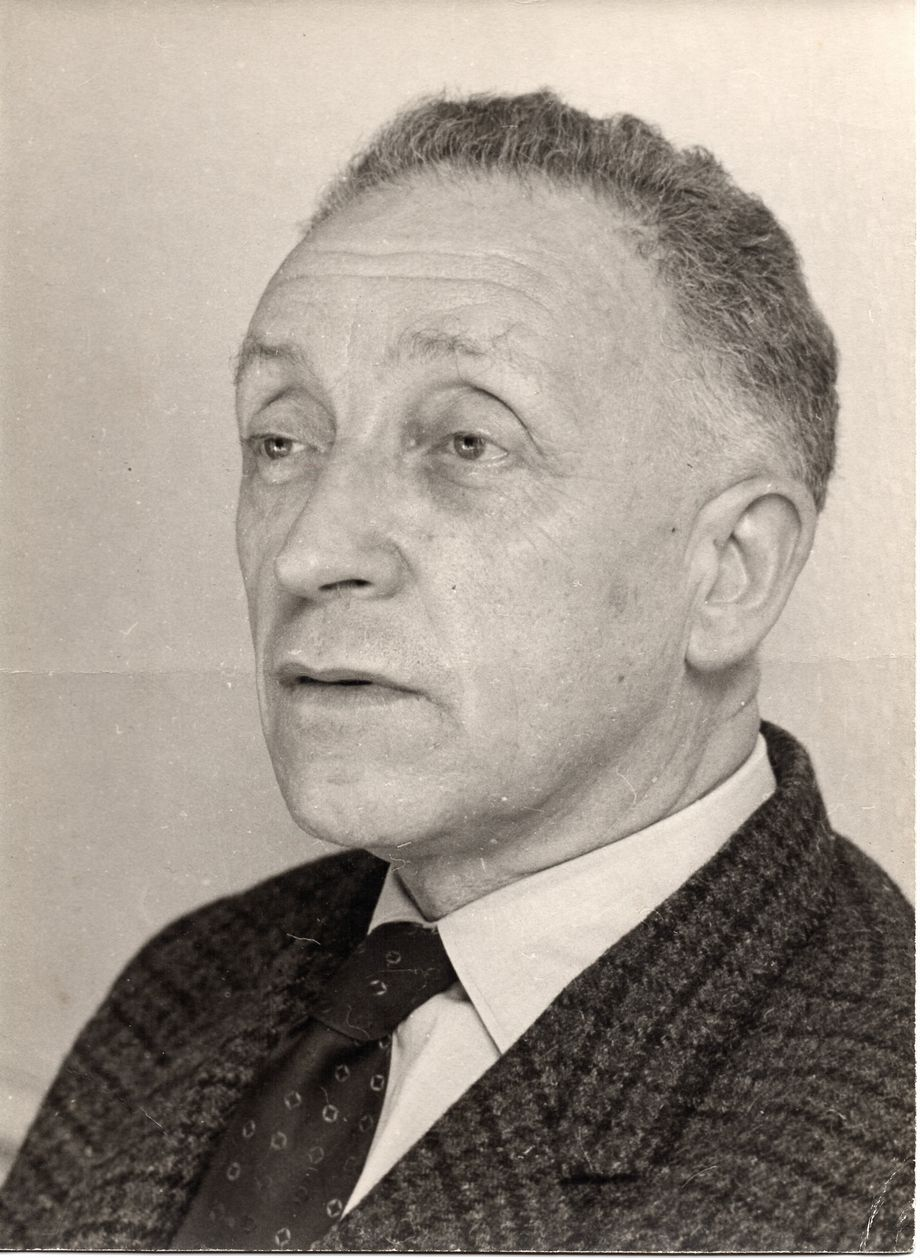
Pierre-Henri Simon

Pierre-Henri Simon  (unter diesem Namen veröffentlichte er seine Schriften, geboren als Henri Simon; * 16. Januar 1903 in Saint-Fort-sur-Gironde, Département Charente-Maritime; † 20. September 1972 in Ville-d’Avray) war ein französischer Autor, Journalist, Romanist, Literaturwissenschaftler und Mitglied der Académie française.

## Leben und Werk
Henri Simon war der Sohn des gleichnamigen Notars und seiner Ehefrau Anne-Marie Guignot. Er wuchs in seinem Geburtsort auf. Nachdem ein Lehrer den 8-jährigen katholisch erzogenen Jungen durch antiklerikale Äußerungen empört hatte, nahmen seine Eltern ihn von der Schule. Vier Jahre unterrichtete ihn sein Großvater, ein Apotheker, und zwar mit solchem Erfolg, dass er in das renommierte Lycée Louis-le-Grand in Paris aufgenommen wurde. Ab 1923 studierte er an der École normale supérieure, wo er unter anderem Jean-Paul Sartre, Raymond Aron und Henri Guillemin kennenlernte und die Agrégation de Lettres bestand. Danach arbeitete er zunächst als „professeur agrégé“ in Saint-Quentin und Chartres.
1928 berief ihn die Katholische Universität Lille auf ihren Lehrstuhl für französische Literatur. Sein Buch über die Katholiken und das Geld (Paris 1936) wurde zum Skandal, doch der Rektor stand zu Simon und widerstand Forderungen, ihn zu entlassen. 1938 wechselte Simon nach Gent an die École des hautes études, die 1924 als Gegenstück zur flämischsprachigen Rijksuniversiteit Gent (RUG) gegründet worden war.
Im Zweiten Weltkrieg geriet Simon in deutsche Kriegsgefangenschaft. Er verbrachte fast fünf Jahre in den Offizierslagern Oflag XIII A in Nürnberg, Oflag VI D in Münster und Oflag X-C in Lübeck. Am 2. Mai 1945 wurde er von britischen Soldaten befreit. Seine Erfahrungen in diesen Jahren gingen unter anderem in die Romane L’Affût und Portrait d’un officier, in die Anthologie Parier pour l’homme und in die Gedichtsammlung Recours au poème. Chants du captif ein.
Von 1949 bis 1963 hatte Simon den Lehrstuhl für französische Literatur an der Universität Fribourg inne. Ab 1961 war er als Leiter des wöchentlich erscheinenden Feuilleton littéraire der Tageszeitung Le Monde deren führender Literaturkritiker. 1966 wurde er in die Académie française gewählt. Als Intellektueller hatte Simon durch seine Essais großen Einfluss in Frankreich.
Simon publizierte über 40 Bücher: Romane, Literaturwissenschaft und engagierte Essays, unter anderem gegen die Folter im Algerienkrieg.

## Auszeichnungen und Ehrungen
- Offizier der Ehrenlegion
- Ritter des Ordre national du Mérite
- 1942: Prix Bordin der Académie française
- 1943: Prix d’Académie der Académie française
- 1950: Prix Max-Barthou der Académie française für sein Gesamtwerk
- 1950: Prix du Renouveau français für Les Raisins verts
- 1954: Prix Lange der Académie française für Les hommes ne veulent pas mourir
- 1963: Prix Ève Delacroix

Zahlreiche Straßen und Plätze in französischen Städten sind nach Pierre-Henri Simon benannt.

## Werke

### Romane
- Les Valentin. Paris 1931.
- L’Affût, Paris 1946.
- Le Roi des Brises ou la rançon d’amour. Conte, Paris 1946.
- Les Raisins verts. Paris 1950.
  - deutsch: Grüne Trauben, Frankfurt am Main 1951; 1974 unter dem Titel Die Väter haben grüne Trauben gegessen.
- Celle qui est née un dimanche. Récit, Neuchâtel 1952, 2004.
- Les Hommes ne veulent pas mourir. Paris 1953
  - deutsch: Jahre in Hexenwiese, Freilassing 1961.
- Elsinfor. Roman, Paris 1956, 2004.
- Les regrets et les jours. Vers et prose, Paris 1956.
- Portrait d’un officier. Récit, Paris 1958, 1971.
  - deutsch: Geschichte eines Offiziers. Rainer Wunderlich Verlag Hermann Leins Tübingen 1960.
- Figures à Cordouan (Trilogie)
  - Bd. Le Somnambule, Paris 1960.
  - Bd. Histoire d’un bonheur, Paris 1965.
    - deutsch: Geschichte eines Glücks, Zürich 1966.

  - Bd. La Sagesse du soir. Paris 1971.
  - Gesamtausgabe, Paris 2007.

### Gedichte
- Recours au poème. Chants du captif. Neuchâtel 1943.